# Cândido Godói
Cândido Godói är en kommun i Brasilien.   Den ligger i delstaten Rio Grande do Sul, i den södra delen av landet, 1 500 km sydväst om huvudstaden Brasília. Antalet invånare är 6 535.
Trakten runt Cândido Godói består till största delen av jordbruksmark. Runt Cândido Godói är det ganska glesbefolkat, med 26 invånare per kvadratkilometer.